# Christuskirche (Ostrava)

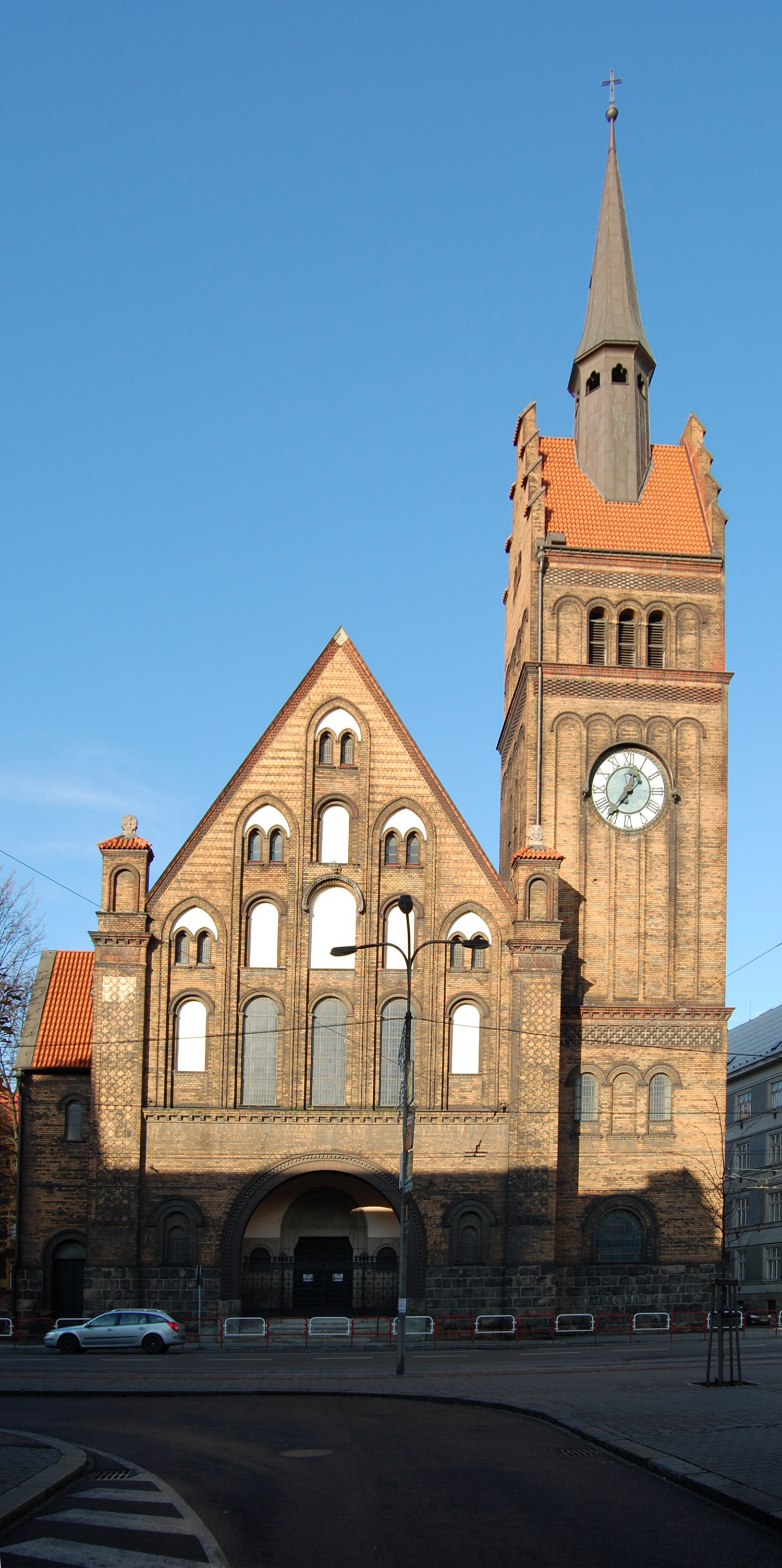
Christuskirche in Mährisch-Ostrau

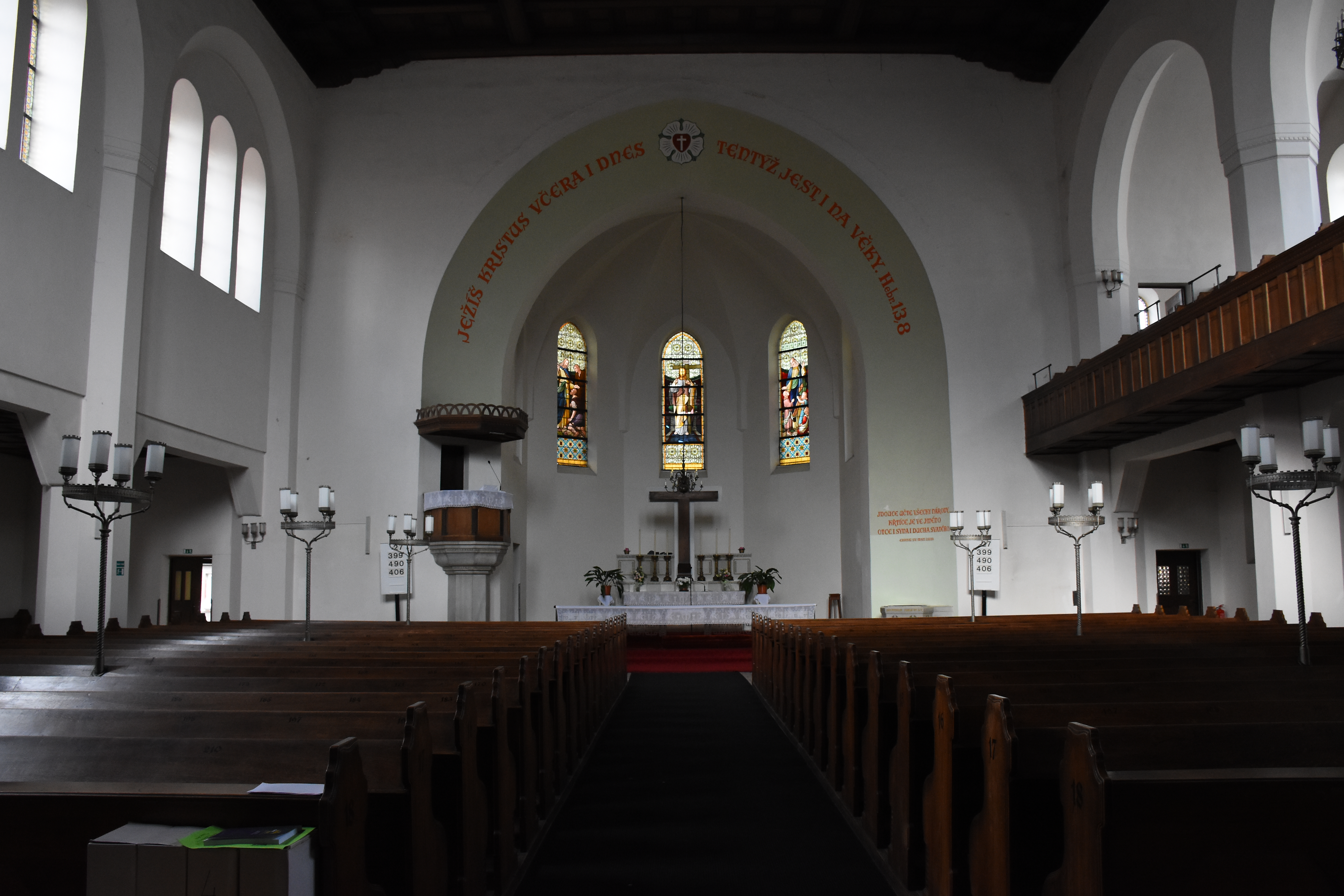
Innenansicht der Christuskirche

Die Christuskirche ist die evangelische Pfarrkirche von Ostrava (deutsch Ostrau bzw. Mährisch-Ostrau) in der Mährisch-Schlesischen Region in Tschechien.

## Geschichte
Durch die ab der Mitte des 19. Jahrhunderts einsetzende Industrialisierung von Mährisch Ostrau nahm der Zuzug  protestantischer Arbeiter und ihrer Familien zu, so dass bereits 1857 ein eigener evangelischer Friedhof eingerichtet werden konnte. Nach Erlass des Protestantenpatentes von 1861 wurde 1862 durch den örtlichen Baumeister Josef Kraus mit Unterstützung des Gustav-Adolf-Vereins ein erster Kirchenbau errichtet und durch den Superintendenten Johann Georg Lumnitzer aus Brünn geweiht. Im darauffolgenden Jahr als Filialkirche von Orlau anerkannt, wurde sie 1875 zur selbstständigen Pfarre erhoben. Um 1900 schließlich, als sich im Zuge der Los-von-Rom-Bewegung der Anteil der Protestanten in Ostrau merklich vergrößert hatte, entstand die Notwendigkeit für einen größeren Kirchenneubau. Als Ergebnis eines 1904 ausgeschriebenen Architektenwettbewerbs wurde das Wiener Architekturbüro Karl Troll und Ludwig Faigl mit der Planung des Kirchenneubaus beauftragt. Nach einer Grundsteinlegung im Oktober 1905 konnte nach nur zweijähriger Bauzeit am 1. Oktober 1907 die Einweihung der fertiggestellten Kirche erfolgen.
Nachdem die Kirche bis zum Ende des Ersten Weltkriegs in der Evangelischen Superintendentur A. B. Mähren und Schlesien gleichermaßen der deutschen, polnischen und tschechischen Nationalität gedient hatte, schloss sie sich 1920 der Deutschen Evangelischen Kirche in Böhmen, Mähren und Schlesien an. Seit 1950 dient sie der Evangelischen Kirche der Böhmischen Brüder, seit 2009 wird sie simultan von der Schlesischen Kirche Augsburgischen Bekenntnisses mitbenutzt.

## Architektur
Die Ostrauer Christuskirche stellt einen monumentalen, in Sichtziegelmauerwerk über Granitsockel errichteten Kirchenbau mit seitlich stehendem, durch ein Quersatteldach gedecktem Turm dar. Die Fassade ist über einer offenen Vorhalle mit einer fünfteiligen spitzbogigen Blendenstaffel, der Turm mit hohen Rundbogenblenden gegliedert. In der Kombination mittelalterlicher Architekturelemente mit den Ansprüchen eines neuzeitlichen Kirchenbaus markiert dieser zugleich den Übergang zur Architektur des 20. Jahrhunderts.
Der mit einer Kassettendecke abgeschlossene Kastenraum ist einseitig in Arkaden zu Emporen geöffnet, die gegenüberliegende Seite ist entsprechend durch Blendarkaden gegliedert. Ihm schließt sich stirnseitig der abgegrenzte, polygonal geschlossene und überwölbte Altarraum an.

## Ausstattung
Die Kirche hat mit Altar, Kanzel, Orgel und Gestühl weitgehend ihre originale Ausstattung der Erbauungszeit erhalten.

### Orgel
Die mit geteiltem Prospekt beiderseits der Fenstergruppe der Fassade aufgestellte Orgel  mit zwei Manualen und Pedal wurde 1907 als Opus 1403 von der Firma Gebrüder Rieger in Jägerndorf erbaut und 2001 wiederhergestellt. 
| I Hauptwerk C–f3 |     |
| Bordun           | 16′ |
| Prinzipal        | 08′ |
| Hochflöte        | 08′ |
| Gedeckt          | 08′ |
| Gamba            | 08′ |
| Salicional       | 08′ |
| Octave           | 04′ |
| Flöte            | 04′ |
| Kornett III–V    |     |
| Mixtur IV        |     |
| Trompete         | 08′ |

| II Positiv C–f3       |     |
| Lieblich Gedeckt      | 16′ |
| Geigen Prinzipal      | 08′ |
| Rohrflöte             | 08′ |
| Flute Harmonique      | 08′ |
| Aeoline               | 08′ |
| Vox Celestis          | 08′ |
| Octave                | 04′ |
| Traversflöte          | 04′ |
| Harmonia Aethaeria IV |     |

| Pedal C–d1  |     |
| Subbass     | 16′ |
| Violon      | 16′ |
| Octavbass   | 08′ |
| Cello       | 08′ |
| Gedecktbass | 08′ |
| Posaune     | 16′ |

- Koppeln:
  - Normalkoppeln: I/P, II/P
  - Superoctavkoppel: I/I, II/I, I/II
- Nebenregister: Tremulant
- Spielhilfen: Schwellwerk, Crescendo

### Geläut
Im Turm befinden sich drei 1907 vom Bochumer Verein gegossene Stahlgussglocken, gestiftet jeweils von den polnischen und deutschen Bergleuten und der Familie Czech in Marienberg.
| Nr. | Name           | Gussjahr | Durchmesser (mm) | Masse (kg) | Nominal (16tel) | Inschrift |
| --- | -------------- | -------- | ---------------- | ---------- | --------------- | --- |
| 1   | Arbeitsglocke  | 1907     | 1170             | 700        | cis0            | Wiedząc, że trud wasz nie jest daremny w Panu. Fundacja górników, 1907 (polnisch, übers.: Du weißt, dass deine Mühe im Herrn nicht umsonst ist. Die Bergmannsstiftung) |
| 2   | Lutherglocke   | 1907     | 1387             | 1080       | e1              | Ein feste Burg ist unser Gott. Stiftung der Bergleute, 1907 |
| 3   | Christusglocke | 1907     | 1574             | 1580       | g1              | Ich bin der Weg, die Wahrheit und das Leben. Stiftung Familie Czech – Marienberg, 1907                                                                                 |